# 第11回フロリダ映画批評家協会賞
11th FFCC Awards

2006年12月22日
作品賞: 

ディパーテッド
第11回フロリダ映画批評家協会賞（フロリダえいがひひょうかきょうかいしょう）とは、2006年12月22日にフロリダ映画批評家協会によって2006年の映画に贈られた映画賞である。
マーティン・スコセッシ監督の『ディパーテッド』が4部門を制した。

## 受賞一覧
- 主演男優賞:
  - フォレスト・ウィテカー - 『ラストキング・オブ・スコットランド』

- 主演女優賞:
  - ヘレン・ミレン - 『クィーン』

- アニメーション映画賞:
  - 『モンスター・ハウス』

- 撮影賞:
  - 『パンズ・ラビリンス』 - ギレルモ・デル・トロ

- 監督賞:
  - マーティン・スコセッシ - 『ディパーテッド』

- ドキュメンタリー映画賞:
  - 『不都合な真実』

- 監督賞:
  - 『ディパーテッド』

- 外国語映画賞:
  - 『パンズ・ラビリンス』 •  メキシコ/ スペイン/ アメリカ合衆国

- 脚本賞:
  - 『ディパーテッド』 - ウィリアム・モナハン

- 助演男優賞:
  - ジャック・ニコルソン - 『ディパーテッド』

- 助演女優賞:
  - ケイト・ブランシェット - 『あるスキャンダルの覚え書き』

- ポーリーン・ケール・ブレイクウト賞:
  - ジェニファー・ハドソン - 『ドリームガールズ』